# Roque A. Saldías
Roque Augusto Saldías Maninat (Valencia, 5 de mayo de 1892–Lima, 17 de mayo de 1974) fue marino y político peruano. Vicealmirante de la Marina de Guerra del Perú. Como ministro de Estado sirvió a los gobiernos de Óscar R. Benavides, José Luis Bustamante y Rivero y Manuel Odría. Fue presidente del Consejo de Ministros (1947-1948 y 1954-1956), ministro de Salud Pública, Trabajo y Previsión Social (1936-1937), ministro de Marina y Aviación (1937-1939), ministro de Marina (1947-1948 y 1948-1955) y ministro de Hacienda y Comercio (1948 y 1955-1956). Desde su cargo de ministro de Marina realizó una radical transformación en la Armada Peruana, que sentó las bases de su modernización. Fue gestor y artífice de la Escuela Superior de Guerra Naval, de SIMA-PERÚ, del Centro Médico Naval de Bellavista, de la Base de Submarinos, del Dique Seco del Callao, y de las escuelas para personal subalterno de la Marina. Gestionó la adquisición de varias unidades navales, entre destructores, cañoneras fluviales y submarinos, así como el dique flotante.

## Biografía

### Infancia y estudios
Hijo del capitán de navío Eulogio Santiago Saldías Peña y de la dama francesa Clotilde Maninat. Su padre luchó en la Guerra del Pacífico, actuando en la defensa de Arica; al caer prisionero, fue confinado en Chile. Liberado, regresó al Perú, pero decidió emigrar, trasladándose temporalmente a Venezuela, donde se dedicó a la enseñanza. Fue en esa circunstancia en la que nació su hijo Roque Saldías, en la ciudad de Valencia.
En 1895 la familia retornó al Perú. Roque Saldías ingresó en 1908 a la Escuela Naval del Perú (ubicada entonces en Bellavista), de la cual egresó en 1912 como guardiamarina.

### Carrera naval
Comenzó sirviendo en el transporte Iquitos. Fue enviado a Francia para dotar al crucero Comandante Aguirre, con el que retornó al Perú en 1915. Ocupó la capitanía del puerto de Paita (1917), sirvió en la Estación de Sumergibles (1919) y formó parte del Estado Mayor General. En 1920, ya como teniente primero, fue nombrado ayudante del Jefe de la Misión Naval Americana. En 1924, ya como capitán de corbeta, fue adscrito a la embajada de Gran Bretaña, en ocasión del centenario de la batalla de Ayacucho.
Pasó a ser segundo comandante del crucero  Almirante Grau, buque insignia de la armada peruana (1930). Ese mismo año cursó en la Escuela Superior de Guerra Naval. Ya como capitán de fragata, viajó a Europa al mando del transporte Rímac llevando parte de las tripulaciones para los destructores adquiridos en Estonia (1933). Fue luego comandante del Almirante Grau (1934).

### Ministro de Estado bajo el gobierno de Benavides
Durante el segundo gobierno del general Óscar R. Benavides fue ministro de Salud Pública, Trabajo y Previsión Social (1936-1937), formando parte del gabinete ministerial presidido por el coronel Ernesto Montagne Markholz. Pasó luego a ser ministro de Marina y Aviación, hasta el fin del gobierno de Benavides (1937-1939).
Durante su gestión se inauguró el Instituto Nacional de Higiene y Salud, se estableció el Seguro Social Obligatorio y se construyó el Hospital Obrero, actual Hospital Nacional Guillermo Almenara Irigoyen.

### Director de la Escuela Naval

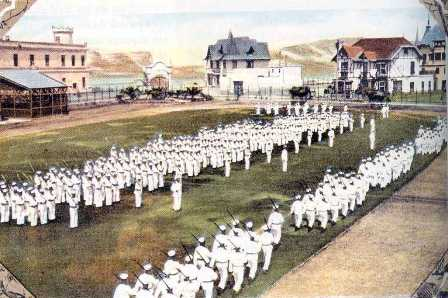
La Escuela Naval durante la gestión del Contralmirante Roque Saldías experimentó importantes mejoras.

Era ya capitán de navío cuando fue designado, mediante resolución suprema de 9 de diciembre de 1939, Director de la Escuela Naval del Perú, por el gobierno del presidente Manuel Prado Ugarteche. Bajo su gestión se introdujeron innovaciones importantes en el currículo de los cadetes navales, quedando establecidas cuatro áreas que el futuro oficial debía conocer a cabalidad: navegación y maniobra, artillería, ingeniería mecánica e ingeniería eléctrica. También se aplicaron cambios al sistema preparatorio, quedando a partir de 1944 establecido el régimen en un año de aspirante y cuatro de cadete. Otra de las mejoras fue la creación de la lista del Director que tuvo la finalidad de estimular a los cadetes que alcanzaban el mejor rendimiento en el semestre académico. Todo ello tenía el propósito de convertir al cuerpo de oficiales de la Marina en una elite.

### Presidente del Consejo de Ministros y Ministro de Marina (1947-1948)
Durante el gobierno de José Luis Bustamante y Rivero asumió como presidente del Consejo de Ministros y ministro de Marina (30 de octubre de 1947), encabezando un gabinete predominantemente militar: de once ministros, solo tres eran civiles: Enrique García Sayán (Relaciones Exteriores), Luis Echecopar García (Hacienda) y Pedro Venturo Zapata (Agricultura). El presidente Bustamante buscaba entonces el apoyo en las Fuerzas Armadas, ante el desgobierno ocasionado por la oposición aprista.
El 27 de febrero de 1948, se reorganizó el gabinete, que se constituyó con personal íntegramente militar. Saldías conservó la presidencia del Consejo de Ministros, asumiendo el Ministerio de Hacienda. En junio de 1948 planteó al presidente la necesidad de colocar al partido aprista fuera de la ley, clausurar sus locales y periódicos, encarcelar o desterrar a sus líderes. Bustamante se negó a tomar tan drásticas medidas, y en respuesta, el gabinete en pleno presentó su renuncia, que fue aceptada (17 de junio de 1948). Pocos meses después, los militares darían un golpe de Estado.

### Ministro de Marina. Modernización de la Marina de Guerra (1948-1955)

El Vicealmirante Roque Saldías y el General Manuel A. Odría Presidente de la República (1948-1956).

Saldías asumió por tercera vez el Ministerio de Marina el 31 de octubre de 1948, cuatro días después de que el general de brigada Manuel A. Odría iniciara en Arequipa una revuelta militar que derrocó al presidente Bustamante y que lo colocó al frente de una Junta Militar que gobernaría el Perú hasta 1950. Ese año se realizaron elecciones presidenciales de las que salió ganador Odría para ejercer como presidente constitucional hasta 1956, en un proceso de elecciones irregular, donde el único oponente a la candidatura odriísta fue la del general Ernesto Montagne Markholz, quien se hallaba encarcelado por ser opositor a la Junta Militar de Gobierno.
Saldías compartía con el presidente Odría una visión política que buscaba la modernizar el país, donde se privilegiaba la educación, la salud pública y la seguridad nacional, así como la integración.

#### Adquisiciones navales
Iniciada su gestión como ministro de Marina, se propuso modernizar la Marina de Guerra adquiriendo unidades de combate de mediano tonelaje, convencido de que aquel era el tipo de buque que más convenía a la armada peruana. Según él, el destructor era la unidad de superficie idónea, tanto por su menor costo de mantenimiento y menor gasto de combustible, así como por su flexibilidad para llevar a cabo operaciones independientes. También mostró interés en el arma submarina, pese a pertenecer a una generación de oficiales que se mostraba escéptica ante el empleo de esta arma novedosa que había transformado la guerra naval.
Estas fueron las unidades navales que se adquirieron bajo su gestión:

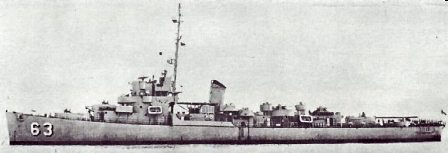
Ex USSNECUER de 741. El BAP Rodríguez (D-63) fue adquirido en EEUU, durante la gestión del Ministro de Marina Roque Saldías.

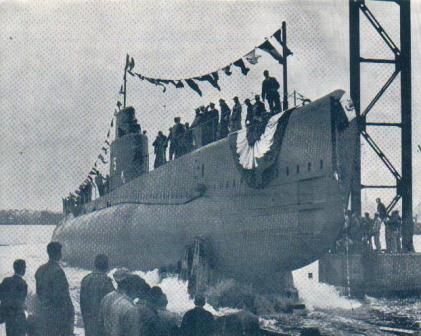
La fuerza de Submarinos recibió gran impulso del Ministro Saldías con la adquisición en EEUU. de nuevos submarinos.

- Las cañoneras BAP Ucayali y BAP Marañón construidas en Inglaterra, las cuales fueron incorporadas a la Fuerza Fluvial de la Amazonía el 4 de octubre de 1951.
- Los destroyers BAP Castilla, BAP Aguirre y BAP Rodríguez transferidos del gobierno de los Estados Unidos a la Armada del Perú en octubre de 1951 por un equivalente de $40,181.698,8. Eran unidades de segundo uso con menos de diez años de haber sido puestas en servicio en la Armada de los Estados Unidos.
- Los submarinos Tiburón y Lobo, bautizados luego como BAP Abtao y BAP Dos de Mayo, construidos en los astilleros de la Electric Boat en Connecticut, Estados Unidos, a un coste promedio de quince millones de dólares por ambas unidades. Fueron incorporados a la Armada del Perú el 17 de febrero de 1954. Poco después se encargó la construcción en los mismos astilleros de los submarinos Atún y Merlín, más tarde BAP Iquique y BAP Angamos respectivamente, por el mismo monto.

También fueron adquiridos los petroleros BAP Talara y BAP Sechura y el buque anfibio Chimbote, así como la draga Gaviota y un Dique Flotante para la Base Fluvial de Santa Clotilde en el Amazonas. Las adquisiciones también abarcaron torpedos, munición y armamento menor para las unidades de la escuadra.

#### Reorganización de las Fuerzas Navales
Dadas las nuevas incorporaciones de unidades, el Ministerio de la Marina gestionó la emisión del Decreto Supremo N.º 27 de fecha 30 de junio de 1952, con el cual se reorganizaron las fuerzas navales. Quedó establecida la Fuerza del Pacífico, comandada por el comandante general de la Escuadra y la Fuerza Fluvial del Amazonas, a cargo del comandante general de la Fuerza Fluvial. Se disponía, asimismo, que la Fuerza del Pacífico quedara constituida por una Escuadra e integrada por la División de Destroyers, la División de Fragatas, la División de Submarinos, la división de Cazasubmarinos y División de Transportes. También se pasó a la situación de reserva al BAP Almirante Grau, al BAP Coronel Bolognesi, y al BAP Villar.

#### Establecimientos navales terrestres
En lo que respecta al establecimiento naval terrestre, se construyeron las sedes de la Escuela Superior de Guerra Naval, la del Servicio de Entrenamiento Naval del Callao, la del Servicio Hidrográfico y Faros; se amplió la Base de Submarinos, el muelle de Submarinos; se construyó el muelle de Reparaciones, el Taller de Construcciones Navales y las Gradas de Construcciones Navales, ambos destinados a dotar el Servicio Industrial de la Marina, la Base Fluvial de Santa Clotilde en la Amazonía, la Dársena de la Escuela Naval, el Club de Oficiales de la Punta y, finalmente el Centro Médico Naval, gestado por Saldías e inaugurado en 1956.

#### El Centro Médico Naval de Bellavista

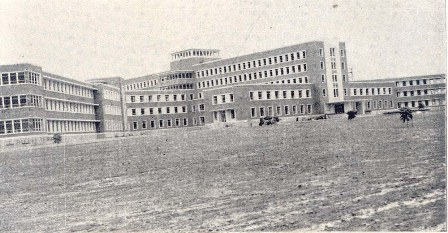
El Centro Médico Naval del Perú pocos meses antes de su inauguración en 1956.

El Almirante Saldías rodeado de Oficiales peruanos y norteamericanos en la entrada principal del Centro Médico Naval de Bellavista, poco antes de su inauguración.

El construcción del Centro Médico Naval de Bellavista ha sido sin duda una de las obras más importante del siglo XX. Es de destacar que de un antiguo hospital de un solo piso denominado Hospital Naval de Bellavista (donde falleciera el presidente Leguía), se dio pase a uno más moderno y mejor equipado de todo el Perú. Para su diseño, Saldías trajo a expertos estadounidenses, y para su financiamiento empleó ingresos del tesoro público y fondos propios de la Marina, provenientes de los aportes de unidades auxiliares como el BAP Pariñas y el BAP Callao, dedicadas exclusivamente al cabotaje.

#### Fundación del SIMA
Otro hecho trascendente lo protagonizó el inicio de la construcción de la grada de los Servicios Industriales de la Marina (SIMA), entidad pionera de la construcción naval en Sudamérica y heredera del Dique Seco de la Marina, así como de una tradición que se remonta a la antigua Factoría Naval de Bellavista fundada por el presidente Ramón Castilla. Saldías envío al SIMA a un grupo de oficiales de la Armada para que impulsaran su nueva organización, entre los que destacaban los capitanes de fragata Eduardo Vila Salcedo y Abraham Woll Dávila. El 7 de octubre de 1955, se colocó la quilla de BAP Zorritos que sirvió por más de cuarenta años en la Marina, llegando a participar en las operaciones navales del conflicto del Cenepa en 1995. Esto ubicó al Perú a la vanguardia de las construcciones navales en el Pacífico Occidental de América del Sur.
La gestión de Saldías como Ministro de Marina, significó la construcción de una Marina de Guerra moderna, basada en el crecimiento de los servicios en tierra, la incorporación de unidades navales, la repotenciación de otras, la mejora del bienestar, pero principalmente la modernización de la instrucción técnico –profesional del personal superior y subalterno.

### Ascenso a Vicealmirante (1953)

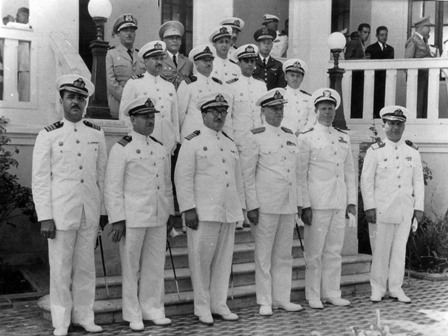
Graduación del COEM 1952. La actual Escuela Superior de Guerra Naval fue inaugurada en 1952.

En su reconocimiento a su labor, el Congreso de la República del Perú resolvió ascenderlo a Vicealmirante de la Armada del Perú, el 24 de diciembre de 1953. Con ello, después de Carlos Rotalde, se convertía en el segundo oficial de Marina en alcanzar el grado institucional más alto en línea de carrera desde alférez de fragata, sin estar retirado, cual fue el caso de los vicealmirantes Manuel Villavicencio y Melitón Carvajal, ascendidos a ese grado cuando ya eran ancianos y tenían muchos años de hallarse en el retiro.

### Presidente del Consejo de Ministros (1955-1956)
Por segunda vez pasó a ejercer la presidencia del Consejo de Ministros (manteniendo su cargo de ministro de Marina), en reemplazo del general Zenón Noriega, asumiendo el 9 de agosto de 1954. A fines de 1955, tras la crisis provocada por la revuelta de Arequipa se renovó el gabinete, que quedó conformado con personal puramente militar. Saldías fue confirmado en sus cargos ministeriales.
Tras cuarenta y ocho años de servicio en la armada, pasó en forma definitiva al retiro el 1 de enero de 1956. Al apartarse del servicio activo dejó la cartera de Marina para asumir la de Hacienda, continuando al frente de la Presidencia del Consejo de Ministros. Hasta que renunció finalmente a su investidura ministerial en julio de ese mismo año, pocas semanas antes de finalizar el gobierno de Odría, por estimar que este había favorecido la elección de Manuel Prado Ugarteche, en las elecciones celebradas en junio de ese año.
Con su renuncia a la Presidencia del Consejo de Ministros, Saldías se retiró de la vida pública y no volvió a participar en ella.

### Descendencia
Casó con María Teresa Bravo el 8 de septiembre de 1919 y tuvo cuatro hijos: Roque, que ingresó a la Marina y alcanzó el grado de capitán de corbeta; Raúl, que siguió la carrera de ingeniería; Carlos, quien siendo médico se asimiló a la Marina, pasando al retiro de capitán de corbeta; y Ana Luisa.

### Fallecimiento
Falleció el 16 de mayo de 1974 en el Centro Médico Naval de Bellavista. Sus restos reposan en el cementerio de La Planicie. En ese lugar se reunieron sus familiares, amigos y allegados, así como la Marina de Guerra del Perú, representada por las principales autoridades de la época.
El diario El Comercio, con fecha 17 de mayo de 1974, informó del deceso del Almirante Saldías en los siguientes términos:

«El impulsor de las construcciones navales militares en nuestro país y ex Ministro de Estado, Vicealmirante Roque Saldías Maninat, falleció ayer a la edad de 82 años…Al desempeñar funciones de Ministro de Marina, Roque Saldías se dedicó a la tarea de impulsar en el Perú la industria de la construcción naval militar, la misma que se inició con la del barco petrolero Zorritos, de 8.600 toneladas, así como la de otros que colocaron al Perú en un lugar preponderante de la construcción naval».

En nombre de la Marina de Guerra del Perú, el vicealmirante Luis López de Castilla, inspector general de la Marina, pronunció las siguientes palabras de despedida:

«Vicealmirante Roque A. Saldías: Por todo lo que Ud. hizo y su decidida contribución al progreso y al prestigio de la Institución Naval, ésta, por mi intermedio, en su última despedida, os da una vez  más las “gracias por los eficientes servicios prestados” y simbólicamente, a la vez que coloca pendones de luto en sus unidades y dependencias, iza al tope de sus mástiles la señal BRAVO – ZULÚ».